# Du Sart
Du Sart, ook du Sart de Molembaix en du Sart de Bouland, is een Belgisch adellijk huis.

## Geschiedenis
- In 1719 verleende keizer Karel VI de ridderschap aan Jean-Baptiste de Sart en aan François-Joseph Dusart, lid van de Staten van Vlaanderen (zie hieronder).
- In 1742 verleende keizerin Maria-Theresia de titel baron, overdraagbaar bij eerstgeboorte, aan Jean-Baptiste du Sart, heer van Molembaix (zie hieronder), zoon van bovengemelde Jean-Baptiste.

## Genealogie
- Nicolas du Sart (1620-1676), heer van Sart en Bouland, x Antoinette du Béron (1627-1695)
  - Jean-Baptiste du Sart (1659-1711), x Marie-Catherine de Hauchin (1662-1741)
    - Jean-Baptiste du Sart (1691-1731), ridder (zie hierboven), heer van Molembaix, x Philippine Milot (°1683)
      - Jean-Baptiste du Sart (°1716), baron (zie hierboven), x Marie van der Haeghen (°1718)
        - Philibert du Sart (1740-1801), x Marie-Florence de Leuze (1739-1822)
          - Philibert du Sart de Molembaix (1766-1830), x Maximilienne de Robertsart (1768-1818)
            - Paul du Sart de Molembaix (1808-1856), x barones Marie-Auguste de Leuze (1808-1891)
              - Victor du Sart de Molembaix (zie hierna)

  - Joseph Desart (1667-1743), heer van Sart en Bouland, ridder (zie hierboven), x Marie-Marguerite du Béron (1678-1749)
    - François du Sart (1719-1777), heer van Sart en Bouland, x Marie-Clémentine Hespel (1724-1777)
      - François du Sart (1751-1816), heer van Sart en Bouland, x Catherine de Stappens (1761-1825)
        - Jules du Sart de Bouland (zie hierna)

## Victor du Sart de Molembaix
- Simon Victor Paul Joseph Gabriel du Sart de Molembaix (Brussel, 15 maart 1847 - Monaco, 20 maart 1900), geheim kamerheer van de paus, trouwde in 1871 in Brussel met gravin Laure de Briey (1847-1875), dochter van graaf Camille de Briey, industrieel, senator, minister en diplomaat. Hij hertrouwde in 1878 in Parijs met Jeanne de Cambiaire (1851-1917), dochter van baron Jean de Cambiaire, Frans officier. In 1873 verkreeg hij adelserkenning met de titel baron, overdraagbaar op alle afstammelingen. Hij had een zoon uit het eerste en een zoon en een dochter uit het tweede huwelijk.
  - Paul du Sart de Molembaix (1875-1959), trouwde in 1903 in Elsene met Jeanne Chazal, dochter van baron Léon Chazal, luitenant-kolonel en zoon van Pierre Emmanuel Félix Chazal. Ze kregen een dochter, met afstammelingen tot heden.. Bij haar dood in 1990 doofde deze familietak uit.
  - François du Sart de Molembaix (1882-1963)
  - Marie du Sart de Molembaix (1884-1977), trouwde in 1912 in Parijs met Ernest Mathéi de Valfons (1876-1943), ingenieur, zoon van markies Camille Mathéi de Valfons, gemeenteraadslid van Nîmes, Frans volksvertegenwoordiger en burgemeester van La Calmette. Ze kregen een zoon en een dochter, zonder afstammelingen tot heden.

## Jean-Baptiste du Sart de Bouland
- Jean-Baptiste Jules Marie Joseph du Sart de Bouland (Munster, 15 maart 1797 - Doornik, 28 januari 1869) was burgemeester van Moustier-lez-Frasnes en kolonel van de Burgerwacht voor het kanton Frasnes. In 1859 werd hij erkend in de erfelijke adel, met de titel baron, overdraagbaar bij eerstgeboorte. Hij trouwde in 1821 in Egem met Eugénie van der Gracht d'Eeghem (1792-1869), dochter van Thimotée van der Gracht d'Eeghem, burgemeester van Egem. Ze kregen twee zoons en een dochter.
  - Idesbalde du Sart de Bouland (1822-1902), provincieraadslid van Henegouwen, trouwde in 1849 in Blicquy met Marie-Zoé Houzeau de Milleville (1826-1855). Hij hertrouwde in 1856 in Molembaix met Caroline de la Croix (1832-1894). Hij had twee kinderen uit het eerste en twee uit het tweede bed.
    - Amédée du Sart de Bouland (1850-1912) had een zoon en twee dochters met Rosalie Monnier (1870-1931), met wie hij trouwde enkele maanden voor zijn dood.
      - André du Sart de Bouland (1893-1964) had twee dochters. Hij was de laatste mannelijke afstammeling en bij zijn dood doofde het geslacht de Sart de Bouland uit.

    - Raoul du Sart de Bouland, (1857-1915), gouverneur van de provincie Henegouwen (1893-1908), verkreeg in 1900 de titel baron, overdraagbaar bij eerstgeboorte. Hij trouwde in 1885 in Menton met Sophie de T'Serclaes (1861-1930).
      - Charles du Sart de Bouland (1889-1959) trouwde in Brussel in 1912 met Ghislaine Mulle de ter Schueren (1888-1974), dochter van senator Adile Jacques Mulle de ter Schueren. Charles was de laatste mannelijke afstammeling en bij zijn dood doofde de familie uit.
        - Hélène du Sart de Bouland (1913-1998) trouwde in 1934 in Brussel met Hubert van Outryve d'Ydewalle (1909-1945), burgemeester van Beernem. Ze hertrouwde in Beernem in 1947 met graaf Charles d'Hespel (1894-1955).